# Прапор Варварівки
Пра́пор Варва́рівки — офіційний символ села Варварівка Ємільчинського району Житомирської області, затверджений 28 лютого 2013 р. рішенням № 5 XIX сесії Варварівської сільської ради VI скликання.

## Опис
Квадратне полотнище розділене з нижнього древкового кута по діагоналі на верхнє зелене та нижнє синє поля. На верхньому полі у центрі розташовано повний герб висотою 1/3 сторони прапора.
Зелений колір уособлює лісове господарство, синій — символ чистоти, краси, ніжності і мирного неба.
Автор — Вадим Васильович Саган.